# استان کایوما
استان کایوما (به اسپانیایی: Provincia de Caylloma) یک استان در پرو است که در منطقه ارکیپا واقع شده‌است.استان کایوما ۱۴٬۰۱۹٫۴۶ کیلومتر مربع مساحت و ۷۲٬۲۱۴ نفر جمعیت دارد.